# Canton de Saint-Maurice-sur-Fessard
Le canton de Saint-Maurice-sur-Fessard est une ancienne division administrative française du district de Montargis situé dans le département du Loiret.

## Histoire
Le canton est créé le 10 février 1790 sous la Révolution française.
Le canton disparaît en 1801 (9 vendémiaire, an X) sous le Consulat ; Chevillon, Saint-Maurice-sur-Fessard et Villevoques sont reversées dans le canton de Montargis ; Ladon, Moulon et Villemoutiers intègrent le canton de Bellegarde.

## Géographie
Le canton de Saint-Maurice-sur-Fessard comprend les six communes suivantes : Chevillon, Ladon, Moulon, Saint-Maurice-sur-Fessard, Villemoutiers (appelée aussi Villemontiers) et Villevoques.